# باگامر
باگامر (به مجاری: Bagamér) یک منطقهٔ مسکونی در مجارستان است که در ناحیه نییرادونی واقع شده‌است. باگامر ۴۷٫۰۲ کیلومتر مربع مساحت و ۲٬۵۴۰ نفر جمعیت دارد.